# دوروثي بريت
دوروثي بريت (بالإنجليزية: Dorothy Brett)‏ هي كاتبة مذكرات ورسامة أمريكية، ولدت في 10 نوفمبر 1883 في لندن في المملكة المتحدة، وتوفيت في 24 أغسطس 1977 في تاوس في الولايات المتحدة.